# Драйден (Онтарио)
Дра́йден (англ. Dryden) — город в Северо-Западном Онтарио, расположенный в округе Кенора. К востоку от города начинается провинциальный парк Aaron на озере Тандер.
Это один из двух городов Онтарио, расположенный в часовом поясе UTC-6. Вторым городом является Кенора.

## История
Территория, на которой расположен Драйден, издавна была частью территории индейцев оджибве, которые жили на всей площади от озера Гурон до Лесного озера, оспаривая северные границы с индейцами кри, а южные с племенем сиу. Считается, что недалеко от города было место встречи и торговли индейцев со всей центральной Канады и США. Здесь до сих пор находят доисторические артефакты.
Сельскохозяйственное поселение на месте современного города Драйден было основано Джоном Драйденом, министром сельского хозяйства Онтарио в 1895 году. Когда его поезд остановился, чтобы набрать воды, Драйден увидел цветы на насыпи и решил создать экспериментальную ферму. Успех начинания привлёк людей с Южного Онтарио (Uxbridge) и полуострова Брюса, а поселение стало называться New Prospect. В настоящее время, помимо сельского хозяйства, основой экономики города является целлюлозно-бумажная промышленность.
В 1910 году он получил статус города (town), а в 1998 году объединился с соседним населённым пунктом Барклай.
В 60-е — 70-е годы XX века завод Dryden Chemical Company сбрасывал в речную систему тысячи килограммов ртути, что привело к Канадской экологической катастрофе 1970 года.